# Jakub Drągowski
Jakub Drągowski herbu Jastrzębiec odmienny – miecznik bielski w 1790 roku, podwojewodzi bielski w latach 1767–1790, poseł ziemi bielskiej na Sejm Grodzieński 1793 roku, członek konfederacji grodzieńskiej 1793 roku.